# 비짜루아과
비짜루아과(---亞科, 학명: Asparagoideae 아스파라고이데아이[*])는 비짜루과의 아과이다. 학명은 아스파라거스에서 유래했다. 2009년의 APG III 분류 체계에서 이 과를 인정했으며, 이후 보편적으로 인정받고 있다.

## 하위 분류
- 비짜루속(Asparagus Tourn. ex L.)
- Hemiphylacus S.Watson